# Бревново
Бревново — деревня в Сергиево-Посадском районе Московской области России, входит в состав сельского поселения Лозовское.

## Население
| 1859 | 1895 | 1905 | 1926 | 2002 | 2006 | 2010 |
| ---- | ---- | ---- | ---- | ---- | ---- | ---- |
| 107  | ↘96  | ↗124 | ↗136 | ↘103 | ↘101 | ↗103 |

## География
Деревня Бревново расположена на севере Московской области, в южной части Сергиево-Посадского района, примерно в 49 км к северо-востоку от Московской кольцевой автодороги и 10,5 км к юго-востоку от железнодорожной станции Сергиев Посад.
В 5 км северо-западнее деревни проходит Ярославское шоссе М8, в 19 км к юго-западу — Московское малое кольцо А107, в 11 км к северо-востоку — Московское большое кольцо А108, в 16 км к юго-востоку — Фряновское шоссе Р110.
Ближайшие сельские населённые пункты — деревня Новосёлки и посёлок Здравница.

## История
Деревня упоминается в документах Приказа тайных дел царя Алексея Михайловича 1660—1676 гг.
В «Списке населённых мест» 1862 года — владельческая деревня 1-го стана Александровского уезда Владимирской губернии по левую сторону Троицкого торгового тракта из города Алексадрова в Сергиевский посад Московской губернии, в 40 верстах от уездного города и становой квартиры, при пруде, с 20 дворами и 107 жителями (50 мужчин, 57 женщин).
По данным на 1895 год — деревня Ботовской волости Александровского уезда с 96 жителями (39 мужчин, 57 женщин). Основными промыслами населения являлись хлебопашество, выработка бумажных тканей и размотка шёлка, 20 человек уходили в качестве чернорабочих на отхожий промысел в Москву.
По материалам Всесоюзной переписи населения 1926 года — центр Бревновского сельсовета Шараповской волости Сергиевского уезда Московской губернии в 4,3 км от местного шоссе и 10,7 км от станции Сергиево Северной железной дороги; проживало 136 жителей (68 мужчин, 68 женщин), насчитывалось 26 хозяйств (24 крестьянских).
С 1929 года — населённый пункт Московской области в составе:
- Торгашинского осельсовета Сергиевского района (1929—1930)[13],
- Торгашинского сельсовета Загорского района (1930—1939)[14],
- Охотинского осельсовета Загорского района (1939—1954)[15],
- Тураковского сельсовета Загорского района (1954—1963, 1965—1991)[15][16][17],
- Тураковского сельсовета Мытищинского укрупнённого сельского района (1963—1965)[16],
- Тураковского сельсовета Сергиево-Посадского района (1991—1994)[17],
- Тураковского сельского округа Сергиево-Посадского района (1994—2006)[18],
- сельского поселения Лозовское Сергиево-Посадского района (2006 — н. в.)[19][20].